# Kvantový Hallův jev

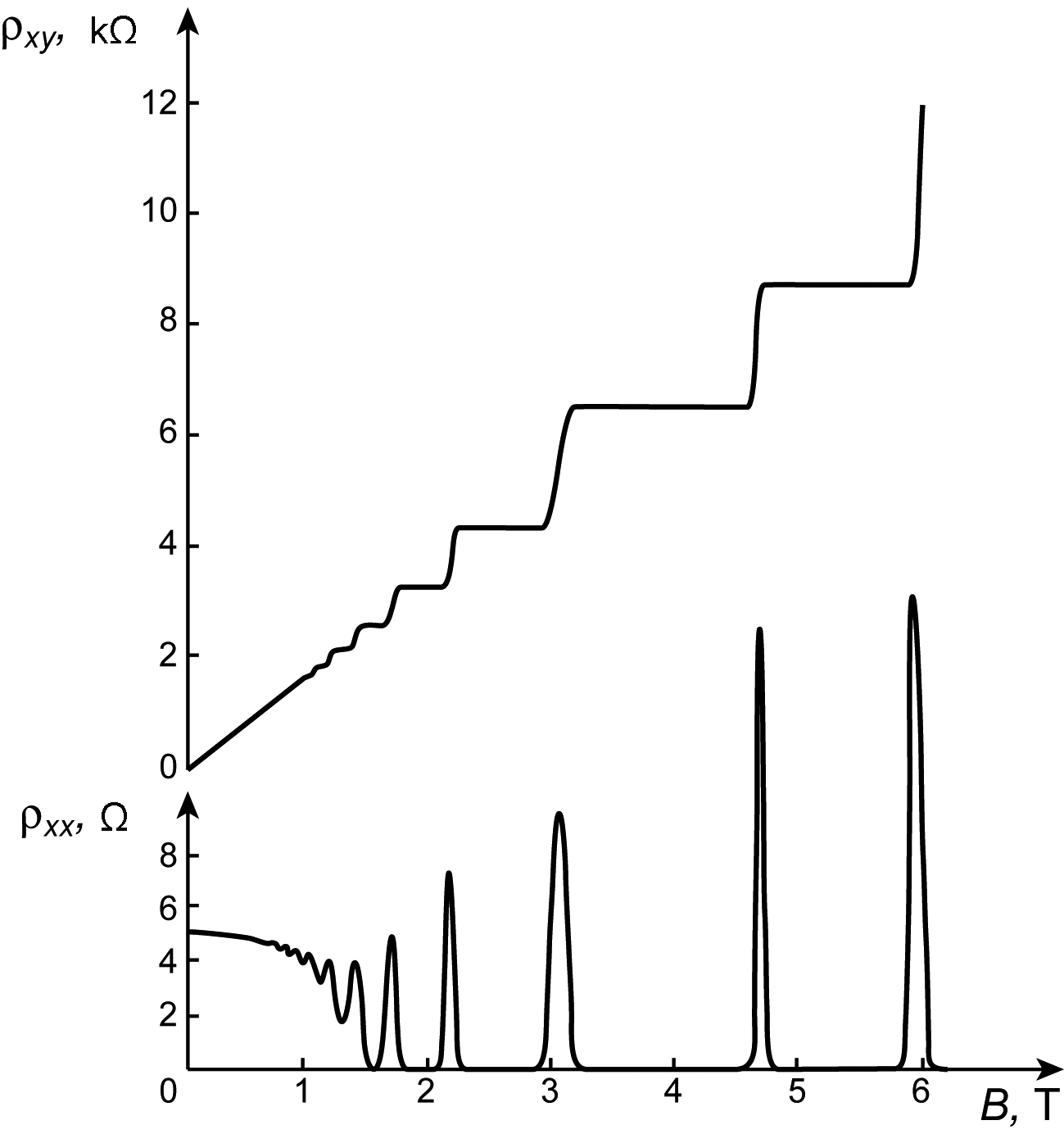
Kvantový Hallův jev

Kvantový Hallův jev je kvantově-mechanická verze Hallova jevu, který nastává v tenkých vrstvách polovodičů. Hallův odpor při tomto jevu nabývá pouze diskrétních, velmi přesně definovaných hodnot:
{\displaystyle R_{\mathrm {H} }={h \over ne^{2}}={R_{\mathrm {K} } \over n}\,,}
kde {\displaystyle h} je Planckova konstanta, {\displaystyle e} je elementární náboj, {\displaystyle R_{\mathrm {K} }=h/e^{2}} je von Klitzingova konstanta a {\displaystyle n} je buď celé číslo nebo jednoduchý zlomek. Fenomenologicky lze podle {\displaystyle n} rozlišit celočíselný Hallův jev a zlomkový Hallův jev, jejichž mikroskopická podstata je ovšem různá.

## Podmínky
K pozorování kvantového Hallova jevu jsou obvykle potřeba extrémně nízké teploty, blízké absolutní nule, a silná magnetická pole. V roce 2006 se podařilo v evropských i amerických laboratořích realizovat kvantový Hallův jev na grafenu i za pokojové teploty, ovšem tím silnější byla použitá pole (až 45 tesla).
Jev nastává při celočíselné hodnotě faktoru zaplnění Landauových hladin (angl. filling factor) a platí {\displaystyle \nu =n}.

## Fyzikální princip
Tenká vrstva v polovodiči představuje vodivý kanál, kterým se mohou volně pohybovat elektrony, ale jen ve dvou nezávislých směrech. Mají-li magnetické indukční čáry směr kolmý k rovině destičky, pak elektrony vlivem pole vykonávají Larmorovu rotaci, čili pohybují se po kružnicích o poloměru
{\displaystyle r_{\mathrm {g} }={p \over eB}\,,}
kde {\displaystyle p=mv} je hybnost elektronu, {\displaystyle e} je elementární náboj a {\displaystyle B} je velikost magnetické indukce. V silných polích je tento poloměr velmi malý a pohyb elektronů je kvantovaný s energiemi
{\displaystyle E_{n}=\hbar \omega _{\mathrm {c} }\left(n+1/2\right)\,,}
kde {\displaystyle \hbar } je redukovaná Planckova konstanta, {\displaystyle \omega _{\mathrm {c} }} je cyklotronová úhlová frekvence a {\displaystyle n} je kvantové číslo. Tyto energetické hladiny jsou degenerované, neboli na jedné hladině je více elektronů. Stupeň degenerace je úměrný {\displaystyle B}, takže v dostatečně silném poli prakticky všechny vodivostní elektrony „sedí“ na několika málo hladinách. Elektrony se v tom případě chovají jako nestlačitelná kvantová kapalina a lze pozorovat kvantování příčného elektrického odporu.
Při zlomkovém kvantovém Hallově jevu (angl. fractional quantum Hall effect, FQHE) hraje klíčovou roli vzájemné působení elektronů elektrickou silou. Elektrony dohromady s kvanty magnetického indukčního toku vytvoří kvazičástice, které se chovají, jako by měly zlomkový náboj (například {\displaystyle e/3}). Kvazičástice rovněž vytvoří kvantovou kapalinu a při zlomkové hodnotě (např. {\displaystyle \nu =1/3}) nastává opět příslušné kvantování hallovského odporu {\displaystyle R_{H}=R_{\mathrm {K} }/\nu }.

## Von Klitzingova konstanta
Ve vztahu pro kvantový Hallův odpor vystupuje fyzikální konstanta vyjádřená v ohmech. Po redefinici SI je od r. 2019 její hodnota pevně stanovenou konstantou:
{\displaystyle R_{\mathrm {K} }={h \over e^{2}}=25\,812{,}807\,45\ldots \,{\mathrm {\Omega } }} (přesně)
Kvantový Hallův odpor je vždy roven této konstantě nebo jejím jednoduchým násobkům. Klaus von Klitzing objevil, že rovnost platí s obrovskou přesností. Za objev tohoto tzv. „přesného kvantování“ obdržel Nobelovu cenu za fyziku v roce 1985. Odpor realizovaný na principu kvantového Hallova jevu se používá jako standardní etalon při kalibraci elektronických součástek.
Z důvodu sjednocení těchto měření zavedl CIPM v roce 1990 konvenční hodnotu von Klitzingovy konstanty
{\displaystyle R_{\mathrm {K} -90}=25\,812{,}807\,{\mathrm {\Omega } }},
ta však ztratila opodstatnění po změně definic kilogramu a ampéru (von Klitzingova konstanta má nyní přesnou hodnotu nezávislou na experimentálním určení) a byla v rámci redefinice základních jednotek SI s platností od kvěna 2019 zrušena.

## Aplikace
Kvantový Hallův jev a Josephsonův jev se využívají mimo jiné ve výkonových vahách pro extrémně přesná měření hmotnosti. Tento způsob vážení by se podle plánů BIPM mohl stát součástí nové definice kilogramu, základní jednotky hmotnosti v soustavě SI.